# Ruslan Hryschtschenko
Ruslan Hryschtschenko (ukrainisch Руслан Грищенко; * 4. Februar 1981 in Simferopol) ist ein ukrainischer Radrennfahrer.
Ruslan Hryschtschenko gewann 2001 Lüttich–Bastogne–Lüttich Espoirs, eine Etappe bei der Thüringen-Rundfahrt und den Flèche Ardennaise. Später bei der Weltmeisterschaft in Lissabon gewann er die Bronzemedaille im Straßenrennen der U23-Klasse. 2002 wurde Hryschtschenko Profi bei der belgischen Mannschaft Landbouwkrediet-Colnago, wo er drei Jahre lang fuhr. In seinem ersten Jahr gewann er den Giro del Mendrisiotto und wieder den Flèche Ardennaise. 2003 nahm Hryschtschenko am Giro d’Italia teil. Zwei Jahre später gewann er den Piccolo Giro di Lombardia.

## Erfolge
2001
- Lüttich–Bastogne–Lüttich Espoirs
- eine Etappe Thüringen-Rundfahrt
- Flèche Ardennaise

2002
- Giro del Mendrisiotto
- Flèche Ardennaise

2005
- Piccolo Giro di Lombardia

## Teams
- 2002 Landbouwkrediet-Colnago
- 2003 Landbouwkrediet-Colnago
- 2004 Landbouwkrediet-Colnago

- 2007 MapaMap-BantProfi
- 2008 Amore & Vita-McDonald’s (ab 20. Juli)

- 2011 Azad University (ab 1. August)
- 2012 China Jilun Cycling Team
- 2013 Qinghai Tianyoude Cycling Team